# Trachelyopterus lucenai
Trachelyopterus lucenai es una especie de pez siluriforme de la familia Auchenipteridae.

## Distribución
Se encuentra en Sudamérica: en las cuencas del río paraná, río Uruguay y Río de la Plata y demás afluentes de la Cuenca del Plata, encontrándose en territorio argentino, uruguayo, paraguayo y brasilero.